# 范竞马
范竞马（？—），男，美籍华裔男高音歌唱家，“中国雅歌”的倡导者。现任华中师范大学音乐学院特聘教授。